# Sgurr Alasdair
Sgùrr Alasdair (992 m n. m.), je nejvyšší vrchol pohoří Cuillin (gaelsky An Cuilthionn) na ostrově Skye a zároveň i nejvyšší vrchol tohoto ostrova, přináležejícího do souostroví Vnitřních Hebrid u západního pobřeží Skotska. Díky výšce 3255 stop se počítá mezi tzv. Munros, tj. skotské vrcholy, přesahující výšku 3000 stop.

## Původ názvu

### Prvovýstup
Sgùrr Alasdair v překladu ze skotské gaelštiny znamená Alexandrův vrchol či Alexandrův štít (výraz sgùrr značí vysoký, ostrý, resp. špičatý vrchol).Hora, která se nachází mezi vrcholy Sgùrr na Ciche (854 m n. m.), Sgùrr Dubh Mor (944 m n. m.) a Sgùrr Mhic Choinnich (948 m n. m.) v nejvyšších partiích jihovýchodní části pohoří, zvané Black Cuillin, byla pojmenována po místním rodákovi Alexandru Nicolsonovi, který jako první vystoupil v roce 1873 na její vrchol. Původní gaelský název štítu byl Sgùrr Biorach (tj. špičatý vrchol).

### Okolní vrcholy
Vedle hlavního štítu jsou nejbližšími vedlejšími vrcholy Sgùrr Thearlaich (967 m n. m.) a Sgùrr Sgumain (946 m n. m.). Druhý nejvyšší vrchol pohoří Cuillin The Inaccessible Pinnacle (986 m n. m.) je od Sgùrr Alasdair vzdálen vzdušnou čarou cca 1 km severozápadním směrem.

## Geologie a horolezectví

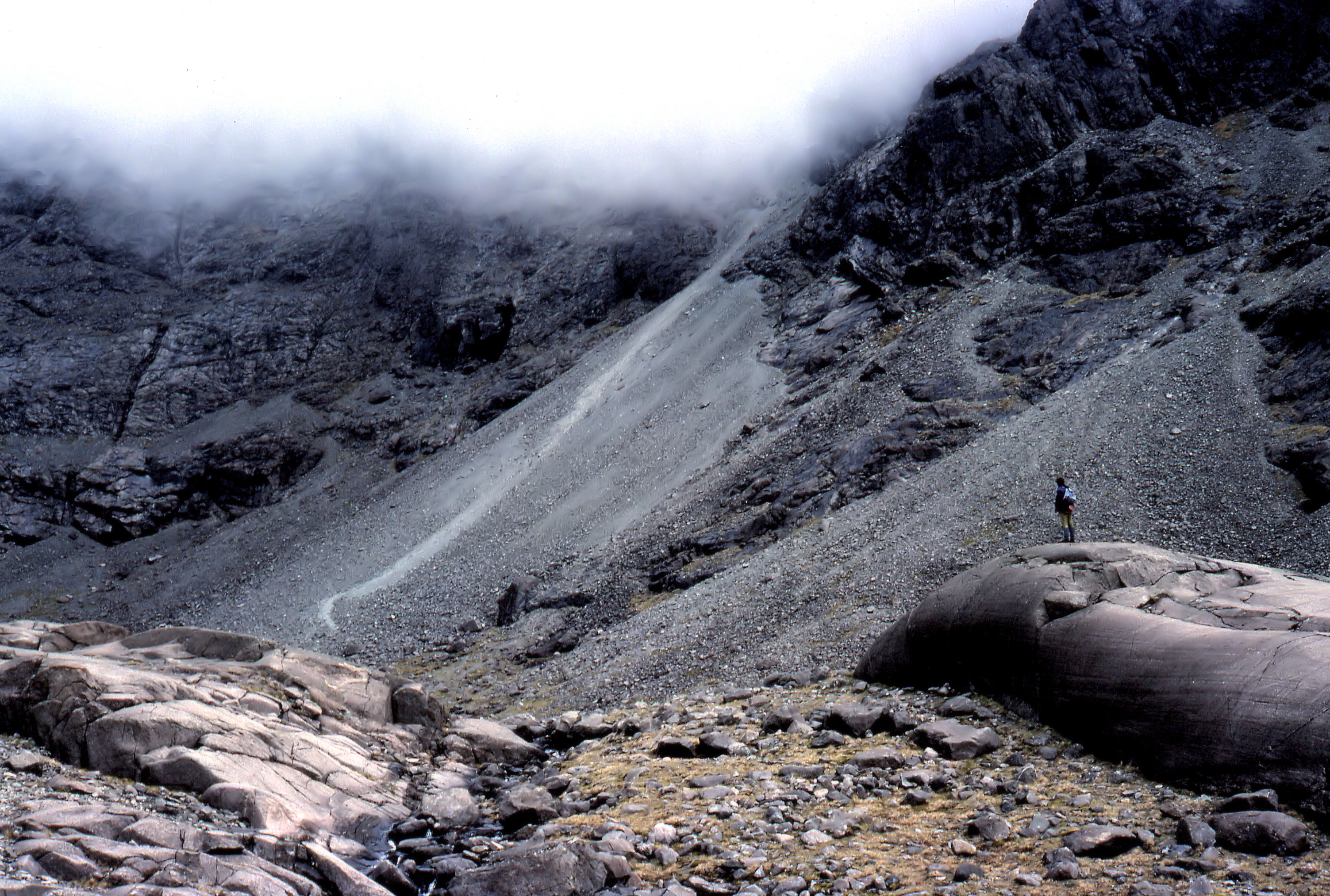
Cesta přes suťové pole

Hlavní horninou pohoří Cuillin a jeho nejvyššího vrcholu je gabro, hlubinný ekvivalent čediče. Další horninou, která se zde vyskytuje, je čedič. Hornina jako gabro je velmi vhodná pro horolezectví, proto jsou vrcholy ostrova Skye vyhlášené mezi vyznavači těchto sportovních aktivit. Jedním z nejoblíbenějších cílů výstupů v těchto horách je Sgùrr Alasdair, i přesto, že většina z cest na vrchol vyžaduje určité horolezecké zkušenosti a příslušnou výbavu.

## Přístup
Výchozím stanovištěm pro výstup bývá obvykle malý kemp v Glennbrittle, v místě, kde se říčka Brittle vlévá do mořské zátoky Loch Brittle u jihozápadního pobřeží ostrova Skye. Cesta vede vzhůru kolem jezer Loch an Fhirbhallaich a Lochan Coire Lagan. Nejvhodnější přístup k vrcholu je skalním žlabem, pokrytým sutí, zvaným Great Stone Chute.